# Открытый чемпионат Канады по фигурному катанию среди профессионалов и любителей
Открытый чемпионат Канады по фигурному катанию среди профессионалов и любителей (англ. Canadian Open) (до 1998 года — Чемпионат Канады по фигурному катанию среди профессионалов (англ. Canadian Professional Figure Skating Championships)) — открытый турнир по фигурному катанию среди профессионалов с участием фигуристов со всего мира. Создан американским фигуристом Диком Баттоном в 1994 году. Организацией турниров занималась компания Candid Productions, принадлежавшая Баттону. Позиционировался как элитный турнир фигуристов-профессионалов, недавно завершивших карьеру. Было проведено девять турниров, после чего в 2002 году проект был закрыт.

## История
Первый профессиональный чемпионат был проведён в 1994 году в Гамильтоне, провинция Онтарио, Канада. В последующем турнир проводился в таких городах Канады как Оттава, Китченер, Миссиссога и Ред-Дир. Турнир был адаптирован под телевизионный формат, носил неофициальный статус, и в нём соревновались фигуристы, недавно завершившие любительскую карьеру и ставшие профессионалами. Соревнования проводились в трёх дисциплинах: мужское одиночное катание, женское одиночное катание и парное катание. Судились по судейской системе ISU. Фигуристы соревновались в технической и артистической программе, а затем — в короткой и произвольной.  В 1995, 1996 и 1997 годах соревнования проводились только среди профессионалов, завершивших карьеру. В 1998 и 1999 годах в соревнования были включены танцы на льду, а профессионалы впервые соревновались с любителями. В 2002 году был проведён последний турнир, после чего проект был закрыт. Причиной закрытия называют неудачное внедрение в 1998 и 1999 годах «профессионально-любительского» формата в соревнования, а также перенасыщение рынка другими чемпионатами среди профессионалов и множеством гастрольных туров, что в совокупности снизило интерес аудитории к подобным проектам.
После победы в чемпионате фигуриста-любителя Алексея Ягудина в 2000 и 2002 году многократный победитель турнира среди профессионалов Курт Браунинг критиковал идею столкнуть любителей и профессионалов из-за разного возраста и уровня подготовки: «Турниры были прекрасны, но потом Дик Баттон сменил формат. Алексей Ягудин участвовал в них как любитель, хотя никогда не должен был. Никогда! И это был момент, когда я сказал себе: „Всё, я завязываю с этим“. Как у нас может быть чемпионом мира среди профессионалов человек, который стал олимпийским чемпионом и даже не перешёл в профессионалы? Это тоже убило идею».
Среди российских фигуристов турнир выигрывали пары Екатерина Гордеева и Сергей Гриньков (1994), Елена Бечке и Денис Петров (1996), Елена Бережная и Антон Сихарулидзе (1999), танцевальный дуэт Майя Усова и Евгений Платов (1998) и одиночник Алексей Ягудин (2000 и 2002).

## Победители
| Год  | Женское одиночное катание | Мужское одиночное катание | Парное катание                       | Танцы на льду                |
| ---- | ------------------------- | ------------------------- | ------------------------------------ | ---------------------------- |
| 1994 | Жозе Шуинар               | Скотт Хэмилтон            | Екатерина Гордеева и Сергей Гриньков | не проводился                |
| 1995 | Юка Сато                  | Курт Браунинг             | Барбара Андерхилл и Пол Мартини      | не проводился                |
| 1996 | Кэрин Кэдэви              | Курт Браунинг             | Елена Бечке и Денис Петров           | не проводился                |
| 1997 | Жозе Шуинар               | Курт Браунинг             | Изабель Брассер и Ллойд Айслер       | не проводился                |
| 1998 | Николь Бобек              | Курт Браунинг             | Манди Вётцель и Инго Штойер          | Майя Усова и Евгений Платов  |
| 1999 | Жозе Шуинар               | Тодд Элдридж              | Елена Бережная и Антон Сихарулидзе   | Ше-Линн Бурн и Виктор Краатц |
| 2000 | Жозе Шуинар               | Алексей Ягудин            | Жами Сале и Давид Пеллетье           | не проводился                |
| 2001 | Жозе Шуинар               | Брайан Орсер              | Кёко Ина и Джон Циммерман            | не проводился                |
| 2002 | Саша Коэн                 | Алексей Ягудин            | Жами Сале и Давид Пеллетье           | не проводился                |